# Finał Pucharu Polski w piłce nożnej 1967
Finał Pucharu Polski w piłce nożnej 1967 – mecz piłkarski kończący rozgrywki Pucharu Polski 1966/1967 oraz mający na celu wyłonienie triumfatora tych rozgrywek, który został rozegrany 9 lipca 1967 roku na Stadionie Błękitnych Kielce w Kielcach, pomiędzy Wisłą Kraków a Rakowem Częstochowa. Trofeum po raz 2. wywalczyła Wisła Kraków, która uzyskała tym samym prawo gry w kwalifikacjach Pucharu Zdobywców Pucharów 1967/1968.

## Opis
Dla drużyny Białej Gwiazdy był to czwarty finał Pucharu Polski (poprzednie finały: 1926 – triumf, 1951, 1954). Wówczas Wisła Kraków grała w I lidze (10. miejsce w tabeli), natomiast Raków Częstochowa w III lidze (4. miejsce w tabeli). Raków po raz pierwszy w historii awansował do finału tych rozgrywek.
Mecz był transmitowany przez Telewizję Polską i komentowany przez Witolda Domańskiego. Była to pierwsza w historii bezpośrednia transmisja telewizyjna z Kielc.
Mecz był wyrównany. W pierwszej połowie Raków miał pięć szans na zdobycie bramki. W 45. minucie Władysław Kawula nie wykorzystał rzutu karnego, strzelając bramkarzowi Rakowa prosto w ręce. Po przerwie sytuacja zmieniła się na korzyść krakowian. Ponieważ mecz nie wyłonił zwycięzcy w regulaminowym czasie gry, zarządzono dogrywkę. W jej drugiej części zespół Wisły strzelił dwa gole. Bramki zdobyli Andrzej Sykta w 107. minucie i Hubert Skupnik w 111. minucie.

## Szczegóły meczu
| 9 lipca 1967 17:00 | Wisła Kraków · Sykta 107' · Skupnik 111' | 2:0 (Dogrywka)0:0Raport | Raków Częstochowa | Stadion Błękitnych Kielce, Kielce Widzów: 6 000 Sędzia: Stanisław Eksztajn (Kraków) |
|                    |                                          |                         |                   |                                                                                     |

| Wisła Kraków     |  |                   |  |      |
|                  |  |                   |  |      |
| BR               |  | Henryk Stroniarz  |  | 46'  |
| OB               |  | Fryderyk Monica   |  |      |
| OB               |  | Władysław Kawula  |  |      |
| OB               |  | Tadeusz Polak     |  |      |
| OB               |  | Antoni Heród      |  | 118' |
| PO               |  | Ryszard Wójcik    |  |      |
| PO               |  | Wiesław Lendzion  |  |      |
| PO               |  | Józef Gach        |  |      |
| NA               |  | Andrzej Sykta     |  |      |
| NA               |  | Czesław Studnicki |  |      |
| NA               |  | Hubert Skupnik    |  |      |
| Zmiany:          |  |                   |  |      |
| BR               |  | Błażej Karczewski |  | 46'  |
| OB               |  | Ryszard Budka     |  | 118' |
| Trener:          |  |                   |  |      |
| Mieczysław Gracz |  |                   |  |      |

| Raków Częstochowa |  |                     |  |     |
|                   |  |                     |  |     |
| BR                |  | Andrzej Czechowski  |  |     |
| OB                |  | Zdzisław Jaśkiewicz |  |     |
| OB                |  | Mirosław Głowacki   |  |     |
| OB                |  | Witold Synoradzki   |  |     |
| OB                |  | Engelbert Hojko     |  |     |
| PO                |  | Wojciech Pędziach   |  |     |
| PO                |  | Ryszard Szwed       |  |     |
| PO                |  | Alojzy Krzywoń      |  |     |
| PO                |  | Jan Kruk            |  |     |
| NA                |  | Bernard Burczyk     |  |     |
| NA                |  | Andrzej Drażyk      |  | 46' |
| Zmiany:           |  |                     |  |     |
| NA                |  | Jerzy Stachowiak    |  | 46' |
| Trener:           |  |                     |  |     |
| Jerzy Wrzos       |  |                     |  |     |

| Puchar Polski w piłce nożnej 1966/1967 Zwycięzcy |
| ------------------------------------------------ |
| Wisła Kraków 2. Tytuł                            |